# Mary Moser
Mary Moser, född 27 oktober 1744, död 2 maj 1819, var en brittisk konstnär som var särskilt känd för sina blomstermotiv. Hon tillhörde de första ledamöterna vid den engelska konstakademien Royal Academy of Arts vid dess grundande 1768. Hon var tillsammans med Angelika Kauffmann den enda av sitt kön som invaldes i den brittiska konstakademien före Laura Knight 1936.